# Küher
Die Küher waren zwischen 1550 und etwa 1900 eine Berufsgattung der Alpwirtschaft in der Schweiz mit nomadisierender Lebensweise. Sie waren vor allem im Napfgebiet und im westlichen Voralpenraum verbreitet mit dem bernischen Emmental als Zentrum. Auch im Greyerzerland und im angrenzenden Pays-d’Enhaut gelebt, gelangte das Küherwesen von dort im 18. Jahrhundert durch ausgewanderte Küher in den Waadtländer und Neuenburger Jura. Im französischen Sprachraum wurde ein Küher als vacher bezeichnet.

## Entwicklung
Die Wurzeln des Küherwesens liegen teils in herrschaftlichen Milchwirtschaftsbetrieben (den Schweighöfen), teils in der genossenschaftlichen oder privaten Alpwirtschaft der einheimischen Talbauern. Als mit der Umstellung auf die exportorientierte Produktion von Fettkäse im 16. Jahrhundert die Alpkäserei sich zu lohnen begann, stiegen die vermehrt kultivierten Kuhalpen im Wert. Anders als die Korporationsalpen im Alpenraum waren im Emmental, Greyerzerland sowie im Pays-d’Enhaut die privaten Alpen über Alprechte käuflich. Das Patriziat der Städte Bern und Freiburg erwarb solche Alpen ab dem 16. Jahrhundert als Geldanlage, so dass beispielsweise im Raum Schangnau/Röthenbach im 18. Jahrhundert drei Viertel aller Alprechte bei Berner Patriziern lagen.
Die für den Alpbetrieb benötigten Fachleute der Milchverarbeitung, die Küher, rekrutierten sich aus einheimischen Bauernsöhnen, die nach Übernahme des väterlichen Hofs durch den jüngsten Bruder (Minorat) bar ausgekauft wurden. Der Küher, zwar ohne eigene Alp oder Talhof, doch gleichwohl bemittelt, wurde im 17. Jahrhundert Pächter der Kuhherde und der Alp. Er verkaufte die Milchprodukte auf eigene Rechnung und zahlte dem Patrizier Zins für die Pacht und das Winterquartier in dessen Talhof.

## Lebensweise
Das sichere Angebot an Alppachten bewog die Küher im 18. Jahrhundert, Besitzer der Kuhherde und – im Unterschied zum angestellten Senn – vollends zum Unternehmer zu werden. Während der Alpzeit von Mai bis Michelstag (29. September), zu Saint-Denis (9. Oktober) oder zum Gallustag (16. Oktober) pachteten sie eine «Herrenalp», seltener eine private oder genossenschaftliche «Bauernalp». Für das Winterhalbjahr suchten sie für sich und ihre Herden von 40 bis 100 Kühen Unterkunft im Tal. Viele Höfe im Mittelland waren mit «Küherstuben» oder «Küherstöckli» sowie mit zusätzlichen Ställen ausgerüstet. Der Küher bezahlte in Geld und Naturalien (Butter, Käse, Kälber) für Unterkunft, Nahrung, Brennholz und Heu. Die steigende Nachfrage nach Heu beschleunigte im Tal die Umstellung von Getreide- auf Grasbau. Küher mit Grossherden waren im Winter zu öfterem Umziehen oder zum Aufteilen der Herde auf verschiedene Höfe genötigt. Höfe in Stadtnähe waren bevorzugte Winterquartiere, da sich Milchprodukte in der Stadt vermarkten liessen.
Leiheverträge um Alpen für eine oder mehrere Saisons regelten die Nutzung und den Alpunterhalt (Schwenden, Säubern, Düngen, Mähen, Zäunen) durch den Küher und seine Gehilfen, ferner die Unterhaltsarbeiten an Alpgebäuden (Hütte, Stall, Speicher), am Sennereigerät (Käsekessel, -lade, -presse usw.), an Brunnentrögen und Wasserleitungen. Der Pachtzins in Geld berechnete sich nach der Anzahl der Kuhrechte und der Bonität der Alp sowie nach den vorjährigen Käsepreisen. Hinzu kamen Naturalleistungen (Käse, Butter, Ziger) an den Alpbesitzer. Die Käsemilch ("Schotte" = Molke) gehörte dem Küher zur Schweinemast.

## Hochblüte und Niedergang
Das 18. Jahrhundert war die Blütezeit des Küherwesens. Zwischen Tal und Alpgebiet gut eingespielt, war es, abgesehen von Jahren mit Preiseinbrüchen beim Käse, der einträglichste Landwirtschaftszweig und für alle vier Glieder im System – Küher, Alpbesitzer, Talbauern, Käsehändler – gewinnbringend. Bei steigenden Käsepreisen kletterten die Pachtzinsen um fast das Zweieinhalbfache. Das Geschäft war risikobehaftet und konnte dem Küher Vermögen oder Ruin eintragen. Zur reichen Folklore des Küherstandes gehörten Alpaufzug, Schwingen, Alphornblasen und Kuhreihen.
In den 1830er Jahren setzte der rasante Verfall des Küherwesens ein, als die billiger produzierenden Talkäsereien die Küher ihrer Existenz beraubten. Die Küher wurden zu Talkäsern, Ackerbauern oder Viehzüchtern im Tal oder auf ganzjährig betriebenen Alphöfen. Ende des 19. Jahrhunderts war die Umstellung abgeschlossen.